# Cantone di Gaillac
Il Cantone di Gaillac è una divisione amministrativa dell'arrondissement di Albi.
A seguito della riforma complessiva dei cantoni del 2014 è passato da 12 a 3 comuni.

## Composizione
Prima della riforma del 2014 comprendeva i comuni di:
- Bernac
- Brens
- Broze
- Castanet
- Cestayrols
- Fayssac
- Gaillac
- Labastide-de-Lévis
- Lagrave
- Montans
- Rivières
- Senouillac

Dal 2015 comprende i comuni di:
- Brens
- Broze
- Gaillac